# 卡加尔
卡加尔（Kagal），是印度马哈拉施特拉邦Kolhapur县的一个城镇。总人口23775（2001年）。

## 人口
该地2001年总人口23775人，其中男性12113人，女性11662人；0—6岁人口2823人，其中男1551人，女1272人；识字率71.20%，其中男性为77.80%，女性为64.34%。